# Црни хлеб (филм)
Црни хлеб (кат. „Pa negre“) је каталонски филм из 2010. године, добитник девет награда Гоја, између осталих и Гоје за најбољи филм. Oво је први филм на каталонском језику добитник ове награде, чиме је уједно и први каталонски филм који је проглашен за најбољи филм Шпаније.

## Радња
Десетогодишњи Андреу у шуми проналази мртва тела старијег човека и његовог малог сина. Локалне власти желе да окриве Андреуовог оца за убиство, јер им то највише одговара, па дечак по сваку цену покушава да открије ко је заиста извршио убиство. Кроз целу причу, провлачи се и легенда о Питоријули, духу из оближње пећине, којим су мештани плашили децу. На свом трагању за истином, Андреу најпре открива да је читав свет одраслих изграђен на лажима, сазнаје и да је дух из пећине, у ствари хомосексуалац који је био жртва групе силеџија из краја. На крају ће открити ко је убио све те људе и због чега, па потпуно разочаран и повређен одлази из села и прихвата понуду једне утицајне госпође да га усвоји. Драма је смештена у Каталонију уништену грађанским ратом, а режисер је нарочиту пажњу посветио живописним каталонским пејзажима.

## Улоге
| Глумац           | Улога         |
| ---------------- | ------------- |
| Франсеск Коломер | Андреу        |
| Нора Навас       | Флоренсија    |
| Марина Гател     | Енрикета      |
| Марина Комас     | Нурија        |
| Руђер Казамајор  | Фариол        |
| Лаја Маруљ       | Паулета       |
| Едуард Фернандез | Местре        |
| Серђи Лопез      | Градоначелник |